# Dan Severn
Dan Severn (Coldwater, 8 de junho de 1958) é um lutador de MMA, wrestling profisional e lutador olímpico do estilo Greco-Romano americano. É conhecido pelo apelido de The Beast (A besta). Atuou em eventos de MMA como PRIDE, Ultimate Fighting Championship e Cage Rage, e também em promoções de luta profissional como a WWE e NWA.
Dan Severn foi um dos primeiros campeões do Ultimate Fighting Championship, após perder para Royce Gracie no UFC 4, Severn retornou no UFC 5 onde foi campeão do torneio, no UFC 6 perdeu para Ken Shamrock na superluta e no Ultimate Ultimate 1995 foi campeão, ganhando o primeiro cinturão do UFC, no torneio também estavam outras lendas do início do UFC como Tank Abbott, Oleg Taktarov e Marco Ruas.
Savern também foi wrestler profissional. Em 1995 entrou na National Wrestling Alliance onde ganhou o NWA World Heavyweight Championship, o título mais tradicional da Luta Livre, até 1999. Neste mesmo período também lutou na WWF (Atual WWE). 